# Наёмные убийцы (фильм)
«Наёмные уби́йцы» (англ. Assassins) — американский боевик Ричарда Доннера с Сильвестром Сталлоне, Антонио Бандерасом и Джулианной Мур в главных ролях. В СНГ с 1996 года выпускался VHS-изданием с дубляжем Varus Video совместно с Warner Home Video. Фильм был крайне негативно встречен зрителями и раскритикован за слабый и неинтересный сюжет.

## Сюжет
Роберт Рэт — лучший киллер, номер один в своём деле. Его преследует в видениях сцена из прошлого, 15 лет назад он был вынужден убить своего друга Николая. Рэт собирается «завязать»; напоследок ему поручили убрать хакершу Электру, ворующую из компьютерных сетей секретную информацию и продающую её тем, кто больше заплатит. Задание перехватывает молодой и амбициозный киллер Мигель Бэйн, мечтающий занять место стареющего Роберта, чтобы самому стать первым среди лучших.
Обнаружив, что сам является целью, Рэт не убивает свою жертву, а объединяет усилия с Электрой по получению денег. Им удается продать дискету с секретной информацией. После этого Мигель Бэйн получает задание от неизвестного заказчика убить и Рэта. Финальная разборка между киллерами происходит ровно в том же месте, где 15 лет назад произошло убийство Николая — в старом ветхом здании под снос. Бэйн собирается убить Рэта выстрелом из снайперской винтовки, но в поединок вмешивается Электра и прерывает попытку выстрела. Бэйн падает с большой высоты и казалось умирает. Когда Роберт и Электра покидают здание неожиданно появляется Николай. Оказывается он выжил благодаря бронежилету и был таинственным заказчиком, преследовавшим главного героя. Николай берет на прицел Роберта, но оживший Бэйн, мечтающий сам убить Роберта, расстреливает Николая. В концовке Роберту удается взять верх над Бэйном.

## В ролях
| Актёр              | Роль              |
| ------------------ | ----------------- |
| Сильвестр Сталлоне | Роберт Рэт        |
| Антонио Бандерас   | Мигель Бэйн       |
| Джулианна Мур      | Электра           |
| Анатолий Давыдов   | Николай Ташлинков |
| Мьюз Уотсон        | Кетчам            |
| Стив Кэхэн         | Алан Брэнч        |
| Келли Роуэн        | Дженифер          |
| Рид Даймонд        | Боб               |

## Награды и номинации
|                                  | Победитель:                                                                             | Номинант:                                                                              |
| -------------------------------- | --------------------------------------------------------------------------------------- | -------------------------------------------------------------------------------------- |
| Золотая малина — 1996            |                                                                                         | Худшая мужская роль- Сильвестр Сталлоне(+ за роль судьи Дредда в фильме «Судья Дредд») |
| Stinkers Bad Movie Awards — 1995 | Худшая мужская роль — Сильвестр Сталлоне(+ за роль судьи Дредда в фильме «Судья Дредд») |                                                                                        |

## Саундтрек
Музыку к фильму написал Марк Манчина. Кроме специально написанной музыки, в фильме звучат произведения Боба Дилана и Джакомо Пуччини. Официально саундтрек не издавался, однако вышло несколько версий CD-бутлегов с практически одинаковым содержанием, но совершенно разными названиями композиций.